# Dům u Zlatého jednorožce
Dům U Zlatého jednorožce, Dům U Červených dveří, také Mandovský dům je románsko-gotický měšťanský dům, přestavěný v období baroka, situovaný na nároží Staroměstského náměstí čp. 548/I, Železné ulice 1 a Kamzíkové 5, v Praze na Starém Městě, od roku 1958 chráněný jako kulturní památka.

## Historie a architektura
Nejstarším dokladem o stavbě kamenného domu v románském slohu je zdivo sklepa ze 2. poloviny 12. století, dvě prostory z opukového kvádříkového zdiva s valenými klenbami, které zdokumentoval stavebně historický průzkum v 50. letech 20. století. V druhé románské stavební etapě v 1. polovině 13. století byla síň nově zaklenuta na střední pilíř. Dům byl pravděpodobně věžový a tvořil součást dvorce. Dvorec byl později rozdělen na dva domy, první severní do Staroměstského rynku a druhý do Železné ulice. Po roce 1419 oba domy zase spojil jeden majitel.
První písemná zpráva, kterou lze bezpečně vztáhnout k tomuto domu, pochází z roku 1315, kdy Nicolaus Geunher a jeho druhové zaplatili za dům markraběti 40 kop zlatých; v roce 1332 se připomíná Kateřina Geunherova, která ustanovila plat za spásu duše svého zemřelého bratra Jeklina Geunhera.. Rodina Geunherových vlastnila dům až do roku 1346 v osobě Václava Geunhera, později opata kláštera v Litomyšli.
Po roce 1483 oba domy koupil utrakvistický biskup Augustin Lucián z Mirandoly. Další majitel si dal dům přestavět v pozdně gotickém slohu, autorem byl Matěj Rejsek, vytesal mj. sedlový portálek v průjezdu. Letopočet na svorníku klenby v průjezdu datuje ukončení stavby jeho stavby k roku 1496. Na závěr goticko-renesanční přestavby z roku 1523 došlo k vybudování dvorního křídla do Kamzíkové ulice.
Barokní úpravy podnikl Humprecht Jan Černín z Chudenic, počínaje opěrnými pilíři z roku 1655, v roce 1672 se připomínají stavitel Giovanni Domenico Canevalle a kameník Giovanni Antonio Pozzo. Z té doby pocházejí klenby síní v přízemí.
Hlavní barokní proměnu domu navrhl František Maxmilián Kaňka zvýšením o jedno patro, novou fasádou a zdobným portálem, který se nedochoval. Hlavní fasáda třípatrového do Staroměstského náměstí je čtyřosá, štuková výzdoba nad okny (suprafenestry) sestává z říms a maskaronů v prvním a druhém patře. Mohutný trojboký štít s oválným okénkem uzavírá korunní římsu domu.   
Další úpravy z 19. století vedly jen k redukci dosavadní dekorace a úpravám, výkladců krámů.

## Osobnosti
- Karel Havlíček Borovský zde bydlel v letech 1838–1839.
- Bedřich Smetana zde roku 1848 otevřel svou hudební akademii, jak připomíná litinová pamětní deska na fasádě.
- František Němec, hudebník, který zde spolu s B. Smetanou pořádal hudební večery.

## Galerie

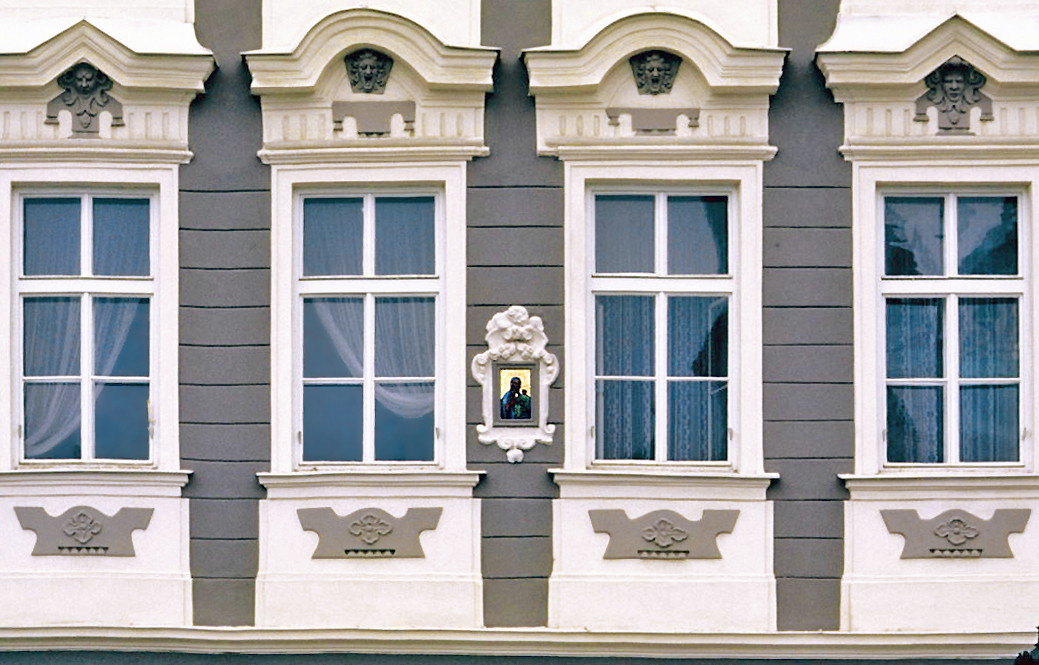
Detail oken 1. patra
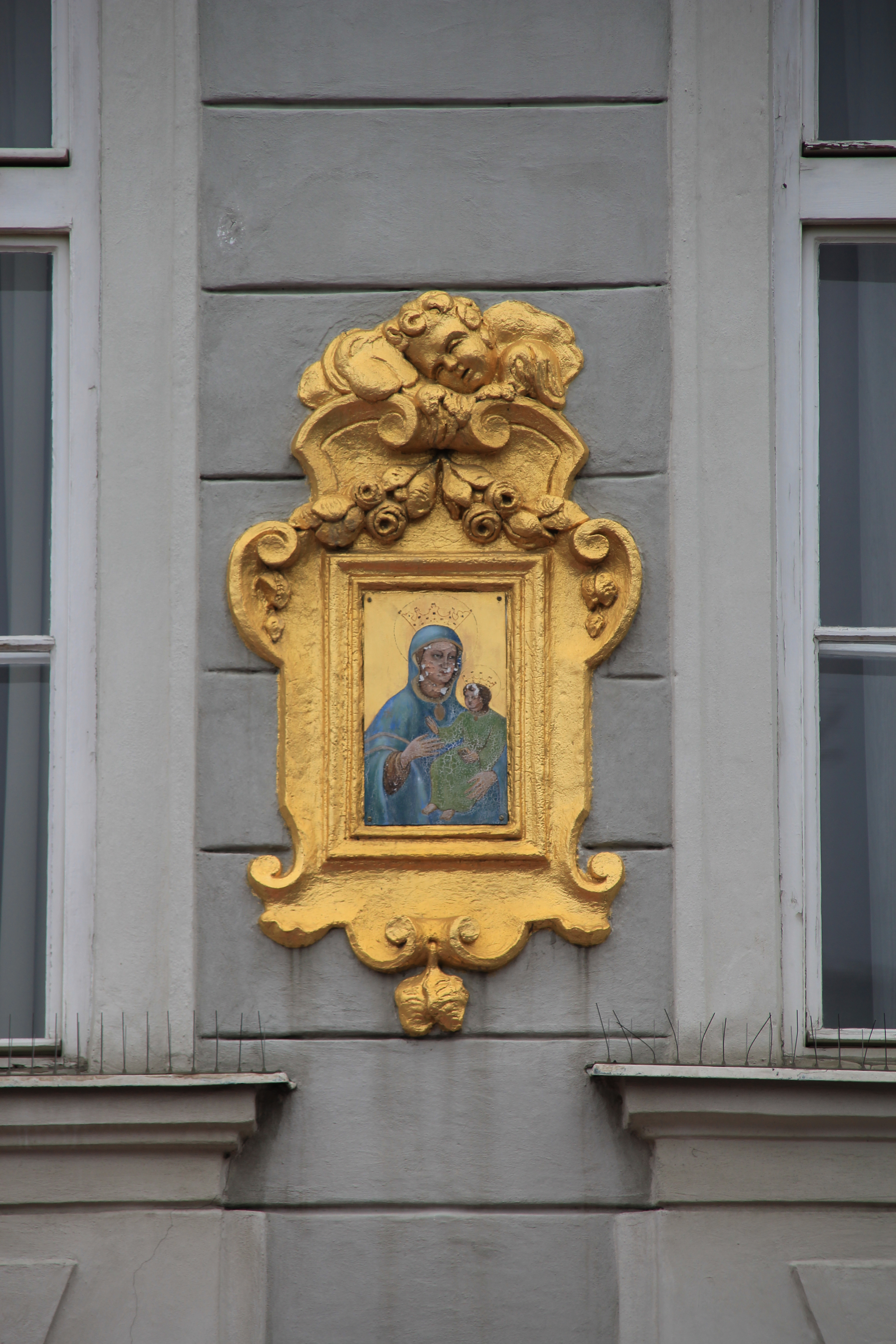
Madona na fasádě
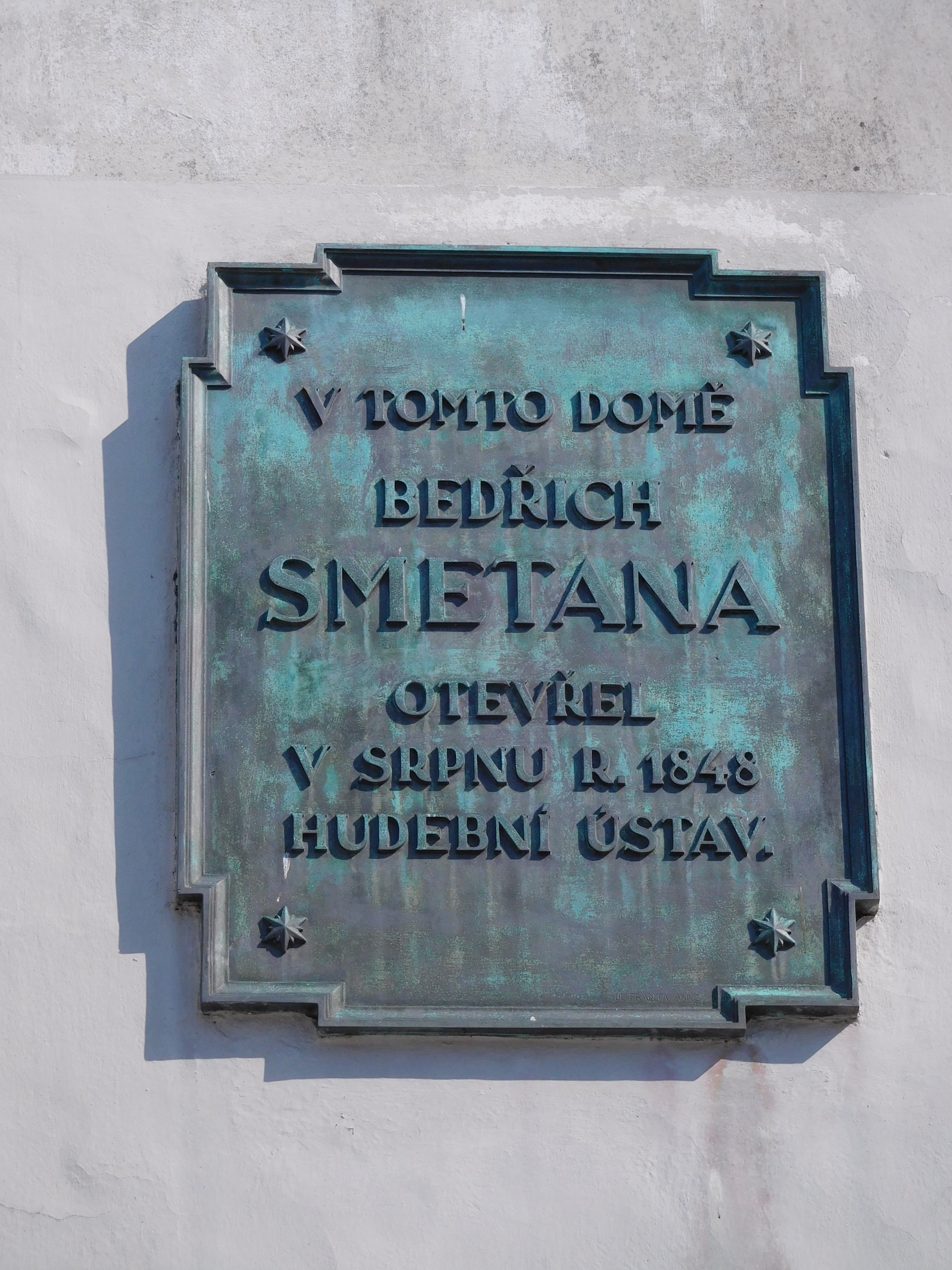
Pamětní deska B. Smetany na fasádě